# Daniel Lasure
Daniel Lasure Briz (Zaragoza, Aragón, 27 de febrero de 1994), conocido deportivamente como Lasure, es un futbolista español que juega como defensa en el Universitatea Cluj de la Liga I de Rumania.

## Trayectoria
Se formó en las categorías inferiores del Real Zaragoza, hasta formar parte de la plantilla del Deportivo Aragón con la que logró ascender a la Segunda División B en la temporada 2016-17.
En verano de 2017 fue promocionado desde el filial y renovó su contrato con el conjunto maño hasta 2021. Se perdió el inicio de liga 2017-18 al sufrir una rotura de fibras en el muslo izquierdo.
El 16 de enero de 2020 fue cedido al C. D. Tenerife hasta final de temporada. El 22 de septiembre de ese mismo año el club maño lo cedió por una temporada al C. D. Leganés, también de la Segunda División, para disputar la temporada 2020-21. Durante la temporada, el 18 de marzo de 2021, se le intervino de una lesión tumoral, cuyo tratamiento terminó en junio de 2021.
En la temporada 2021-22, se reincorporó al Real Zaragoza recuperado de su enfermedad y en enero de 2022 amplió su contrato un año más, hasta 2023.
El 4 de enero de 2023 se desvinculó del Real Zaragoza. Al mes siguiente, el 23 de febrero, firmó por la Sociedad Deportiva Eibar hasta final de temporada con un período de prueba de dos semanas. Tras la misma se quedó en el País Vasco después de fichar por una S. D. Amorebieta que iba a jugar en la Segunda División. Con ella participó en 31 encuentros y en julio de 2024 se marchó a Rumania tras anunciarse su incorporación al Universitatea Cluj.

## Clubes
| Club               | País    | Año       |
| ------------------ | ------- | --------- |
| Deportivo Aragón   | España  | 2015-2017 |
| Real Zaragoza      | España  | 2017-2020 |
| C. D. Tenerife     | España  | 2020      |
| C. D. Leganés      | España  | 2020-2021 |
| Real Zaragoza      | España  | 2021-2023 |
| S. D. Eibar        | España  | 2023      |
| S. D. Amorebieta   | España  | 2023-2024 |
| Universitatea Cluj | Rumania | 2024-     |